# Isle of Innisfree
Die Isle of Innisfree ist eine Fähre der Reederei Irish Ferries. Das 1992 als Prins Filip in Dienst gestellte Schiff bedient die Verbindung Pembroke – Rosslare.

## Geschichte
Die Prins Filip entstand unter der Baunummer 1534 in der Werft der N.V. Boelwerf S.A. in Temse und lief am 2. Mai 1990 vom Stapel. Die Ablieferung an die belgische Regie voor Maritiem Transport verzögerte sich durch Antriebsprobleme bis zum 4. Mai 1992, nachdem der Bau eigentlich bereits im September 1991 abgeschlossen war. Am 15. Mai 1992 nahm das Schiff den Fährbetrieb zwischen Ostende und Dover auf.
1994 wechselte der Zielhafen der Prins Filip von Dover nach Ramsgate. Am 14. September desselben Jahres ereignete sich am Schiff ein schwerer Unfall, als eine Fahrgastbrücke zur Fähre einstürzte und hierbei sechs Passagiere ums Leben kamen.
Am 29. April 1997 beendete die Prins Filip ihre letzte Überfahrt für die Regie voor Maritiem Transport, welche den Betrieb einstellte. Das Schiff lag ein Jahr lang beschäftigungslos in Dunkerque, ehe es im Mai 1998 in der Stena Line einen neuen Eigner fand. Im Juli 1998 erhielt die Fähre den Namen Stena Royal, blieb jedoch weiter in Dunkerque liegen. Erst im November desselben Jahres nahm das Schiff den Dienst für die neugegründete P&O Stena Line zwischen Dover und Zeebrugge auf. Im Mai 1999 wurde der Name in P&OSL Aquitaine umgeändert.
Zur Jahrtausendwende wechselte die P&OSL Aquitaine auf die Strecke von Dover nach Calais. Am 27. April 2000 gelang es ihr beim Anlegen in Calais durch einen Propellerfehler nicht, rechtzeitig zu stoppen. Das Schiff kollidierte mit dem Fährterminal, wobei hoher Sachschaden entstand und mehrere Personen an Bord verletzt wurden. Ab Oktober 2002 wurde die Fähre als PO Aquitaine nur noch von P&O Ferries betrieben. Seit März 2003 hieß sie Pride of Aquitaine.
Nachdem die Pride of Aquitaine seit Juni 2005 in Dunkerque auflag ging sie im September desselben Jahres an die französische LD Lines und nahm im Oktober als Norman Spirit den Dienst zwischen Le Havre und Portsmouth auf. Heimathafen war kurzzeitig Genua, ehe das Schiff im Juni 2006 wieder unter britische Flagge kam. Zwischen November 2009 und März 2010 bediente die Fähre die Strecke von Boulogne-sur-Mer nach Dover.
Noch im März 2010 erhielt die Norman Spirit den Namen Ostend Spirit. Die folgenden Monate war das Schiff abwechselnd zwischen Boulogne-sur-Mer und Dover sowie Ostende und Ramsgate im Einsatz. Im April 2011 erhielt es wieder seinen alten Namen Norman Spirit. Ab März 2013 fuhr die Fähre bei DFDS Seaways als Calais Seaways auf der Strecke von Dover nach Calais.
Im März 2019 wurde die Calais Seaways im Hafen von Calais von rund 100 Flüchtlingen besetzt, die zuvor eine Absperrung durchbrochen hatten. Die Fähre musste von Einsatzkräften über mehrere Stunden durchsucht werden, ehe die letzte Person das Schiff verließ. 63 Menschen wurden festgenommen.
Im August 2021 wurde die Calais Seaways von dem Neubau Côte d’Opale ersetzt. Das Schiff bediente die Verbindung Dover – Calais letztmals am 4. August 2021 und war seit dem 5. August 2021 in Dunkerque aufgelegt. Mit 29 Dienstjahren war die Calais Seaways zu dem Zeitpunkt eine der ältesten Fähren auf der Strecke zwischen Dover und Calais.
Noch im selben Jahr wurde das Schiff von der Irish Continental Group gekauft. Das Schiff wurde am 3. November 2021 übergeben. Anschließend wurde es bei der Damen-Werft in Dunkerque umgebaut. Seit Mitte Dezember 2021 wurde das Schiff von Irish Ferries als Isle of Innisfree wieder zwischen Dover und Calais eingesetzt.
Am 16. Mai 2024 gab Irish Ferries bekannt, das Schiff zukünftig auf der Route Rosslare Pembroke einzusetzen.

## Technische Daten
Das Schiff wird von vier Viertakt-Achtzylinder-Dieselmotoren des Herstellers Sulzer (Typ: 8ZA S40) mit zusammen 21.120 kW Leistung angetrieben. Die Motoren wirken auf zwei Verstellpropeller.
Für die Stromerzeugung stehen vier Dieselgeneratoren mit jeweils 1.275 kW Leistung zur Verfügung.
Auf 1.745 Spurmetern können rund 710 Pkw befördert werden. Die Passagierkapazität des Schiffes beträgt 1400 Personen.